# Debbie Sporcich
Deborah Lynn Osburn, coniugata Sporcich, detta Debbie (Pasco, 11 febbraio 1972), è un'ex cestista statunitense.

## Carriera
Ha giocato nella ABL con le Seattle Reign e in Serie A1 italiana con Alcamo.